# Alberto III di Brandeburgo
Alberto III di Brandeburgo, spesso conosciuto col nome di Alberto Achille (Tangermünde, 9 novembre 1414 – Francoforte sul Meno, 11 marzo 1486), della casata Hohenzollern, fu principe elettore di Brandeburgo e regnò anche sul principato di Ansbach. Ricevette il soprannome di Achilles per le sue riconosciute doti cavalleresche.

## Biografia

### Primi anni
Era il terzo figlio maschio di Federico I ed Elisabetta di Baviera-Landshut e nacque a Tangermünde. Dopo aver passato alcuni anni alla corte dell'imperatore Sigismondo di Lussemburgo, prese parte alla guerra contro gli hussiti, e successivamente si distinse assistendo l'imperatore Alberto II, contro la Polonia.

### Regno
Alla divisione dei territori che seguì la morte del padre nel 1440, ricevette il principato di Ansbach. Anche se le sue risorse erano scarse, riuscì a resistere ai tentativi di invasione degli altri principi tedeschi e a sopprimere le rivolte indipendentiste di alcuni villaggi.
Nel 1443, formò una lega contro la città di Norimberga, sulla quale alcuni membri della sua famiglia avevano formalmente esercitato il potere di burgravi, ma riuscì a trovare il pretesto per attaccare la città solo nel 1448. Dopo una serie di iniziali successi militari nella prima guerra dei margravi, venne sconfitto nella battaglia di Pillenreuther Weiher, che ebbe come esito il trattato di Bamberga (22 giugno 1450), con il quale fu obbligato a riconsegnare alla città tutti i territori conquistati e a riconoscere l'indipendenza di Norimberga e di tutti i villaggi ad essa associati.
Supportò l'imperatore Federico III nei suoi scontri con i principi che desideravano riformare il Sacro Romano Impero, e come ricompensa per la sua lealtà ottenne molti privilegi, inclusa l'estensione dei diritti di giudizio che provocò non pochi motivi di astio con i governanti vicini.
Nel 1457, combinò il matrimonio tra il proprio figlio Giovanni, e Margherita, figlia di Guglielmo III di Sassonia, langravio di Turingia, la quale avrebbe ereditato dalla madre, Anna d'Asburgo, i diritti di successione sui regni di Regno d'Ungheria e Boemia. Il tentativo di assicurare questi troni agli Hohenzollern fallì, e lo stesso accadde anche per quanto riguardava i propri suoi diritti sul ducato di Franconia.
Lo scontro dei principi sulla riforma dell'impero culminò in una guerra aperta nel 1460, quando Alberto si confrontò con una lega guidata dal conte palatino Federico I del Palatinato e da Ludovico IX di Baviera-Landshut. Sconfitto in questo scontro, che si concluse nel 1462, concluse un'alleanza con il proprio nemico, Giorgio di Podebrady, re di Boemia, un passo che portò il papa Paolo II a scomunicarlo.
Nel 1470, Alberto, che aveva ereditato il principato di Bayreuth alla morte del fratello Giovanni nel 1464, divenne margravio di Brandeburgo, portando all'abdicazione l'altro fratello, l'elettore Federico II di Brandeburgo. Venne presto utilizzato per incarichi amministrativi, e con il trattato di Prenzlau nel 1472 ottenne la Pomerania. Stabiliti i propri diritti su questo territorio, promulgò nel febbraio 1473 la Dispositio achillea, che decretò che il margraviato di Brandeburgo sarebbe passato ai suoi discendenti primogeniti, mentre i secondogeniti avrebbero ottenuto gli altri possedimenti della famiglia in Franconia.
Dopo aver tentato vanamente di far sposare uno dei suoi figli con Maria, figlia ed erede di Carlo il Temerario, duca di Borgogna, cedette il governo del Brandeburgo al figlio maggiore, Giovanni, e ritornò nei suoi possedimenti in Franconia. Prese ancora parte all'elezione di Massimiliano I d'Asburgo a re dei romani.
Morì a Francoforte sull'Oder nel marzo del 1486, lasciando grandi somme di denaro.

### Matrimoni dinastici
Nel 1474 diede in sposa la propria figlia Barbara al duca Enrico XI di Glogau, che alla sua morte, nel 1476, le lasciò i propri possedimenti che sarebbero potuti passare alla sua famiglia: tale accordo venne contestato da un parente di Enrico, il duca Giovanni II di Sagan. Supportato dal re Mattia Corvino d'Ungheria, Giovanni di Sagan invase il Brandeburgo, mentre la Pomerania coglieva l'occasione per rivoltarsi. In seguito a queste circostanze Alberto tornò in Brandeburgo nel 1478, costringendo i pomerani a riconoscere la sua supremazia, e, dopo altri scontri, assicurò parte delle terre del duca Enrico XI alla figlia nel 1482.

## Matrimoni

### Primo matrimonio
Sposò, il 12 novembre 1446, Margherita di Baden, figlia del margravio Giacomo I di Baden e di Caterina di Lorena. Ebbero sei figli:
1. Wolfgang (nato e morto nel 1450);
2. Ursula (25 settembre 1450 – 25 ottobre 1508), sposò il duca Enrico I di Münsterberg-Oels, ebbero otto figli;
3. Elisabetta (29 ottobre 1451 – 28 marzo 1524), sposò il duca Eberardo II di Württemberg, non ebbero figli;
4. Margherita (18 aprile 1453 - 27 aprile 1509), badessa di Santa Chiara;
5. Federico (nato e morto 1455);
6. Giovanni I di Brandeburgo (2 agosto 1455 - 4 gennaio 1499).

### Secondo matrimonio
Sposò, nel 1458, Anna di Sassonia, figlia dell'elettore Federico II di Sassonia e di Margherita d'Austria. Ebbero tredici figli:
1. Federico I di Brandeburgo-Ansbach (1460-1536);
2. Amalia (1 ottobre 1461–3 settembre 1481), sposò il conte palatino Gaspare di Zweibrücken, non ebbero figli;
3. Anna (nata e morta nel 1462);
4. Barbara (30 maggio 1464–4 settembre 1515), sposò in prime nozze il duca Enrico XI di Glogau, non ebbero figli, e in seconde nozze Ladislao II di Boemia, non ebbero figli;
5. Alberto (nato e morto nel 1466);
6. Sibilla (31 maggio 1467–9 luglio 1524), sposò Guglielmo IV di Jülich e Berg, ebbero una figlia;
7. Sigismondo (27 settembre 1468–26 febbraio 1495);
8. Alberto (nato e morto nel 1470);
9. Giorgio (30 dicembre 1472 – 5 dicembre 1476);
10. Dorotea (12 dicembre 1471 - 13 febbraio 1520), badessa a Bamberga;
11. Elisabetta (8 aprile 1474–25 aprile 1507), sposò il conte Ermanno VIII di Henneberg-Aschach, non ebbero figli;
12. Maddalena (29 luglio 1476-4 febbraio 1480);
13. Anastasia (14 marzo 1478 – 4 luglio 1534), sposò il conte Guglielmo VII di Henneberg-Schleusingen, non ebbero figli.

## Ascendenza
|                                |                       |                           | Genitori                               |  |  | Nonni |  |  | Bisnonni                  |  |  | Trisnonni                 |  |
|                                |                       |                           |                                        |  |  |       |  |  | Giovanni II di Norimberga |  |  | Federico IV di Norimberga |  |
|                                |                       |                           |                                        |  |  |       |  |  | Giovanni II di Norimberga |  |  | Federico IV di Norimberga |  |
|                                |                       | Margherita di Carinzia    |                                        |  |  |       |  |  | Giovanni II di Norimberga |  |  |                           |  |
| Federico V di Norimberga       |                       |                           |                                        |  |  |       |  |  | Giovanni II di Norimberga |  |  |                           |  |
|                                |                       | Elisabetta di Henneberg   | Bertoldo VII di Henneberg-Schleusingen |  |  |       |  |  |                           |  |  |                           |  |
|                                |                       | Elisabetta di Henneberg   | Bertoldo VII di Henneberg-Schleusingen |  |  |       |  |  |                           |  |  |                           |  |
|                                |                       | Elisabetta di Henneberg   | Adelaide d'Assia                       |  |  |       |  |  |                           |  |  |                           |  |
| Federico I di Brandeburgo      |                       | Elisabetta di Henneberg   |                                        |  |  |       |  |  |                           |  |  |                           |  |
|                                |                       | Federico II di Meißen     | Federico I di Meißen                   |  |  |       |  |  |                           |  |  |                           |  |
|                                |                       | Federico II di Meißen     | Federico I di Meißen                   |  |  |       |  |  |                           |  |  |                           |  |
|                                |                       | Federico II di Meißen     | Elisabetta di Lobdeburg                |  |  |       |  |  |                           |  |  |                           |  |
| Elisabetta di Meißen           |                       | Federico II di Meißen     |                                        |  |  |       |  |  |                           |  |  |                           |  |
|                                |                       | Matilde di Baviera        | Ludovic IV del S.R.I.                  |  |  |       |  |  |                           |  |  |                           |  |
|                                |                       | Matilde di Baviera        | Ludovic IV del S.R.I.                  |  |  |       |  |  |                           |  |  |                           |  |
|                                |                       | Matilde di Baviera        | Beatrice di Slesia-Glogau              |  |  |       |  |  |                           |  |  |                           |  |
| Alberto III di Brandeburgo     |                       | Matilde di Baviera        |                                        |  |  |       |  |  |                           |  |  |                           |  |
|                                | Stefano II di Baviera | Ludovico il Bavaro        |                                        |  |  |       |  |  |                           |  |  |                           |  |
|                                | Stefano II di Baviera | Ludovico il Bavaro        |                                        |  |  |       |  |  |                           |  |  |                           |  |
|                                | Stefano II di Baviera | Beatrice di Slesia-Glogau |                                        |  |  |       |  |  |                           |  |  |                           |  |
| Federico di Baviera-Landshut   | Stefano II di Baviera |                           |                                        |  |  |       |  |  |                           |  |  |                           |  |
|                                |                       | Isabella d'Aragona        | Federico III di Sicilia                |  |  |       |  |  |                           |  |  |                           |  |
|                                |                       | Isabella d'Aragona        | Federico III di Sicilia                |  |  |       |  |  |                           |  |  |                           |  |
|                                |                       | Isabella d'Aragona        | Eleonora d'Angiò                       |  |  |       |  |  |                           |  |  |                           |  |
| Elisabetta di Baviera-Landshut |                       | Isabella d'Aragona        |                                        |  |  |       |  |  |                           |  |  |                           |  |
|                                |                       | Bernabò Visconti          | Stefano Visconti                       |  |  |       |  |  |                           |  |  |                           |  |
|                                |                       | Bernabò Visconti          | Stefano Visconti                       |  |  |       |  |  |                           |  |  |                           |  |
|                                |                       | Bernabò Visconti          | Valentina Doria                        |  |  |       |  |  |                           |  |  |                           |  |
| Maddalena Visconti             |                       | Bernabò Visconti          |                                        |  |  |       |  |  |                           |  |  |                           |  |
|                                |                       | Beatrice della Scala      | Mastino II della Scala                 |  |  |       |  |  |                           |  |  |                           |  |
|                                |                       | Beatrice della Scala      | Mastino II della Scala                 |  |  |       |  |  |                           |  |  |                           |  |
|                                |                       | Beatrice della Scala      | Taddea da Carrara                      |  |  |       |  |  |                           |  |  |                           |  |
|                                |                       | Beatrice della Scala      |                                        |  |  |       |  |  |                           |  |  |                           |  |